# WebSpellChecker Software
WebSpellChecker Software — багатомовне програмне забезпечення, що здійснює перевірку заданого тексту на наявність в ньому орфографічних та граматичних помилок і пропонує варіанти для їх виправлення. Продукт дозволяє перевіряти правопис поступово в процесі роботи або одразу в усьому документі. Робота сервісу заснована на використанні  орфографічних словників на 158 мовах і підборі правильних варіантів написання. Його цільова аудиторія охоплює сферу освіти і державних установ,  системи управління клієнтами, інструменти  інтернет-маркетингу.

## Історія створення
У 2000 році американська компанія SpellChecker.net, Inc. створила продукт WebSpellChecker.
У червні 2016 року права на програмне забезпечення було продано українській компанії WebSpellchecker LLC.
Команда розробників розташована в Харкові.

## Продукти та інтеграція
WebSpellChecker інтегрується і є сумісним з HTML елементами: input, textarea, iframe і т. д. Також він доступний як плагін для таких популярних текстових редакторів як CKEditor 4+, CKEditor 5, TinyMCE 4+ , Froala та Quill.
У червні 2018 року WebSpellChecker реалізував підтримку перевірки граматики для 14 мов .
WebSpellChecker надає такі продукти:
1. SCAYT — перевірка орфографії в процесі написання тексту, що дозволяє користувачеві миттєво виправляти недоліки. Знайдені помилки або друкарські помилки виділяються підкресленням червоною хвилястою лінією. Виправлення проводиться при наведенні на слово і виборі зі списку рекомендованих замін.
2. Web API — це список команд і інтерфейсів JSON / XML за допомогою яких задаються призначені для користувача настройки для реалізації перевірки орфографії.
3. WProofreader [Архівовано 8 жовтня 2018 у Wayback Machine.] — новий продукт c сучасним інтерфейсом користувача. У грудні 2016 році компанія WebSpellchecker LLC спільно з розробниками TeamDev Ltd. створили плаґін для системи Wordpress, що використовується для створення сайтів.[9]
4. WProofreader плагін для WordPress[10] —  хмарний сервіс перевірки орфографії та граматики WebSpellChecker.

У серпні 2020 року в WebSpellChecker представили браузерне розширення WProofreader Business для допомоги в діловому спілкуванні.

## Технічна сумісність
Програмне забезпечення WebSpellChecker сумісно з платформами Windows і Linux з встановленим і налаштованим вебсерверів (IIS, Apache HTTP, або Nginx).
WebSpellChecker підтримує такі браузери: Firefox (останній), Google Chrome (останній) і є сумісним з Safari (останнім) та EDGE.